# Межуев, Вадим Михайлович
Вадим Михайлович Межуев (17 декабря 1933 — 9 апреля 2019) — советский и российский философ, культуролог. Доктор философских наук, профессор, главный научный сотрудник Института философии РАН, профессор кафедры теории и практики культуры РАНХиГС при Президенте РФ, профессор кафедры философии, политологии и культурологии Московского гуманитарного университета, член Русского интеллектуального клуба. Специалист в области философии культуры и социальной философии. Автор более 250 научных работ.

## Биография
Окончил философский факультет МГУ (1956) и аспирантуру Института философии АН СССР (1964).
С 1957 по 1961 год работал редактором издательства МГУ.
С 1962 года работал в ИФ АН СССР.
Кандидатская диссертация защищена по теме — «Марксистский историзм и понятие культуры» (1971).
Докторская диссертация защищена по теме — «Теория культуры в историческом материализме» (1984).
Сфера научных интересов В. М. Межуева — культура как философская проблема, культурные и цивилизационные особенности российской модернизации.
В 2000—2001 годах был членом общественного совета РОСДП. С 2007 года является членом Федерального совета Союза социал-демократов.
Скончался 9 апреля 2019 года после продолжительной болезни.
Сын — философ и политолог Борис Межуев.

## Статьи
- Вадим Межуев: «Это партия культуры»
- Вадим Межуев: Если человек не нуждается в свободе, то и философия ему ни к чему… Архивная копия от 21 января 2022 на Wayback Machine  (недоступная ссылка с 19-05-2013 [4441 день] — история)
- Мы — антимодернисты (интервью)
- Расцвет философии — первый признак модернизации
- Зиновьев А. А., Межуев В. М. Диалог об образовании. Из выступлений на заседаниях  Русского интеллектуального клуба и научной конференции в МосГУ // Знание. Понимание. Умение. — 2004. — № 1. — С. 25—42.
- Межуев В. М. Гуманизм и современная цивилизация // Человек. – 2013. – № 2. – С. 5–13.